# Kildrummy
Kildrummy est un village de l'Aberdeenshire, en Écosse. Les ruines des châteaux de Kildrummy et de Glenbuchat se trouvent à proximité.